# Frankreich gegen den Rest der Welt
Frankreich gegen den Rest der Welt (Französischer Originaltitel: Au service de la France) ist ein 24-teilige französische Satire-Serie als Parodie auf die Spionage-Filme der 60er-Jahre, die von Jean-François Halin, Claire Lemaréchal und Jean-André Yerlès erschaffen wurde. Regie führten Alexandre Courtès (1. Staffel 2015) und Alexis Charrier (2. Staffel). Jean-François Halin hatte bereits das Drehbuch zu den Filmen von OSS 117 mit Jean Dujardin geschrieben, das ebenfalls von französischen Produktionsfirma Mandarin produziert wurde und zuerst 2015 bzw. 2018 auf dem deutsch-französischen Sender Arte ausgestrahlt.

## Inhalt
Die Serie spielt Anfang der 60er Jahre in Frankreich und dreht sich um den jungen André Merlaux, der vom jungen französischen Geheimdienst rekrutiert wird. Neben dem Colonel Maurice Mercaillon wird er von den drei Agenten Moulinier (zuständig für Afrika), Jacquard (zuständig für Algerien, das sich gerade von Frankreich löst) und Calot (zuständig für den Ostblock) mehr schlecht als recht ausgebildet. Dabei streift die Truppe immer wieder einige historische Situationen (z. B. Invasion in der Schweinebucht, Bau der Berliner Mauer, Putsch in Algerien), welche die „Grande Nation“ international im schlechten Licht stehen lässt. Zu den Running Gags der 2. Staffel gehört der 11-Uhr-Umtrunk.

## Besetzung
- Hugo Becker: André Merlaux
- Wilfred Benaïche: Colonel Maurice Mercaillon
- Christophe Kourotchkine: Georges Préjean, genannt Moïse
- Karim Barras: Jacky Jacquard
- Bruno Paviot: Roger Moulinier
- Jean-Édouard Bodziak: Jean-René Calot
- Mathilde Warnier: Sophie Mercaillon, die Tochter des Colonels
- Joséphine de La Baume: Gertrud Clayborn (nur bis Folge 1 der 2. Staffel)
- Marie-Julie Baup: Marie-Jo Cotin
- Antoine Gouy: Henri Lechiot / Hervé Gomez / Schmid
- Baptiste Sornin: Planton, der Empfangsmitarbeiter (1. Staffel)
- Julie Farenc: Nathalie
- Philippe Résimont: Vater von Jean, Adoptivvater von André
- Stéphanie Fatout: Irène Mercaillon, Ehefrau vom Colonel
- Axelle Simon: Marthe, Hausfrau Colonel
- Khalid Maadour: Mokhtar, Algerische Mitarbeiter von Jacquard
- Clovis Fouin: Guy, der neue Agenten-Praktikant (2. Staffel)
- Xavier Aubert: Gufflet, verantwortlich für die Materialausgabe
- Victor Autier: Yvon, Sohn des Colonels
- Gérald Papazian: Mullerovitch, KGB-Agent (2. Staffel)
- Salim Talbi: Yamine, der neue Lover von Sophie (2. Staffel)

## Rezeption
Heike Hupertz von der FAZ meint Wer die „Austin Powers“-Spionagefilme schrill findet und es eher mit den Louis-de-Funès-Absurditäten hält, findet in „Frankreich gegen den Rest der Welt“ unter der gelegentlich sehr lustigen Oberfläche ein gerüttelt Maß an satirisch-kritischer Gesellschafts- und Politikbetrachtung.